# IRTF
IRTF (англ. Internet Research Task Force — Исследовательская группа Интернет-технологий, www.irtf.org) — подразделение IAB, которое выполняет долгосрочные исследовательские программы, связанные с вопросами развития архитектуры, базовых протоколов и сетевых приложений сети Интернет. Руководящие органы IRTF назначаются IAB.